# Liberalismo nazionale
Il liberalismo nazionale è una variante del liberalismo, che unisce concetti liberali con concetti nazionalisti, specie per quello che riguarda istruzione, rapporti Stato-Chiesa e l'apparato burocratico.
Le radici del liberalismo nazionale si trovano nel XIX secolo, quando il liberalismo conservatore era la principale ideologia dei partiti liberali europei, specie quelli dell'Europa centrale, allora governata da monarchie. 
Sin dall'origine i liberali nazionali, anche se favorevoli al libero mercato, non erano tuttavia favorevolissimi al liberalismo economico, come i liberali tradizionali, favorendo invece la cooperazione tra il governo e l'industria nazionale con un moderato protezionismo, la costituzione di sindacati, sussidi per industria infantile o aziende di importanza strategica per lo sviluppo nazionale, con varie forme di pianificazione industriale. 
Nei paesi di lingua tedesca, i liberali nazionali erano anche favorevoli ad un regime politico più autoritario o conservatore a causa del carattere multietnico di paesi come l'Impero austro-ungarico e l'appena costituitasi Germania.
Diversi partiti liberali nazionali esistono ancora oggi, come per esempio il Partito della Libertà Austriaco, dove l'ideologia è uno dei tre ceppi ideologici tradizionali del paese, e il Partito Nazionale Liberale rumeno, il 3º e più vecchio partito del Paese.
In Italia partiti che, almeno in parte, si richiamano a tale ideologia sono la Lega Nord e Fratelli d'Italia.
Altri partiti che hanno tra le ideologie di riferimento il liberalismo nazionale sono il  Partito per l'Indipendenza del Regno Unito e il Partito per la libertà nei Paesi Bassi.

## Liberalismo nazionale storico
Nel XIX secolo, in Germania, i liberali nazionali erano in conflitto con i nazionalisti liberali sulla presenza autoritaria, bellicosa e imperialista dell'Impero tedesco in Europa. I nazionalisti liberali, come Max Weber, miravano a creare una Germania democratica con buoni rapporti con le altre nazioni europee.
Il termine 'liberalismo nazionale' è stato principalmente utilizzato nei paesi di lingua tedesca come la Germania e l'Austria durante il XIX secolo, dove i partiti "nazional-liberali" erano da molto tempo nel governo. 
Questo concetto divenne anche molto influente nei paesi vicini, come la Romania, dove oltre ad esserci una comunità tedesca, la Germania era altamente considerata come un Paese laborioso e industrializzato.
In Italia i liberal-nazionali furono la corrente che si scisse dall'Associazione Nazionalista Italiana dopo il Congresso romano del 1914. Voce di questa componente scissionista fu il periodico “L’Azione”, foglio che però continuò a sponsorizzare anche le iniziative dell’Associazione Nazionalista Italiana e dei suoi dirigenti, su tutti Enrico Corradini. La scissione del gruppo de “L’Azione” fu in sostanza il tentativo di dare vita ad un “nazionalismo non dogmatico” che avesse come stella polare il realismo e che sostenesse all’estero una politica di “sano imperialismo” ed all’interno evitasse quegli afflati protezionisti che stavano invece condizionando l’ANI egemonizzata da Alfredo Rocco. Dei gruppi liberal-nazionali fece parte anche Luigi Einaudi. 

## Liberalismo nazionale moderno
In Austria, alcuni esponenti del liberalismo nazionale si spostarono ben più a destra, arrivando forse ad una forma di nazionalismo liberale, sostenendo, dopo la morte di Engelbert Dollfuss nel 1934, l'invasione dell'Austria da parte della Germania nazista e dell'apertura di lager. 
Attualmente, il liberalismo nazionale è una delle ideologie più diffuse nel Paese, ed è storicamente rappresentato dal Partito della Libertà Austriaco, e in misura minore dall'Alleanza per il Futuro dell'Austria.
In Romania il PNL, nonostante le posizioni monarchiche e di centro-destra, si è alleato con il PSD, l'Unione Nazionale per il Progresso della Romania e il Partito Conservatore formando l'Unione Social-Liberale, coalizione di centro orientata a centro-sinistra.